# Walter M. Scott
Walter M. Scott (Cleveland, 7 de novembro de 1906 — Los Angeles, 2 de fevereiro de 1989) é um diretor de arte estadunidense. Venceu o Oscar de melhor direção de arte em seis ocasiões: por The Robe, The King and I, The Diary of Anne Frank, Cleopatra, Fantastic Voyage e Hello, Dolly!.